# SummerSlam (2006)
SummerSlam 2006 fue la decimonovena edición de SummerSlam, un evento pago por visión de lucha libre profesional producido por la World Wrestling Entertainment (WWE). Tuvo lugar el 20 de agosto de 2006 desde el TD Banknorth Garden en Boston, Massachusetts. El tema oficial del evento fueron "The Enemy" de Godsmack y "Cobrastyle" de Teddybears.

## Resultados
- Dark match: Carlito derrotó a Rob Conway (4:20)
  - Carlito cubrió a Conway después de una "BackCracker"
- Chavo Guerrero derrotó a Rey Mysterio (10:59)
  - Guerrero cubrió a Mysterio después de que Vickie Guerrero empujara a Mysterio accidentalmente desde la esquina y Chavo aplicara un "Frog Splash".
- The Big Show derrotó a Sabu en un Extreme Rules Match reteniendo el Campeonato de la ECW (8:30)
  - Big Show cubrió a Sabu después un "Chokeslam" a través de una mesa.
- Hulk Hogan derrotó a Randy Orton (10:56)
  - Hogan cubrió a Orton después de un "Leg Drop".
  - Originalmente Orton ganó la lucha tras un RKO, pero árbitro decidió continuar la lucha tras ver qué la bota de Hogan estaba en la cuerda.
- Ric Flair derrotó a Mick Foley en un "I quit match" (12:47)
  - Foley paró el combate cuando Flair amenazó de golpear a Melina con un bate con alambre de púas.
  - Originalmente Flair ganó la lucha por Nocaut, pero Flair negó que la lucha acabase hasta oir a Foley rendirse.
- Batista derrotó al Campeón Mundial Peso Pesado King Booker (con Queen Sharmell) por descalificación (10:30)
  - Booker fue descalificado cuando Sharmell se subió a la espalda de Batista.
  - Después de la lucha, Batista atacó a Booker.
  - Como resultado, Booker retuvo su campeonato.
- D-Generation X (Triple H & Shawn Michaels) derrotaron a The McMahons (Vince McMahon & Shane McMahon) (13:02)
  - Triple H cubrió a Vince después de una "Sweet Chin Music" de Michaels y un "Pedigree".
  - Spirit Squad, Mr. Kennedy, William Regal, Finlay, The Big Show, Umaga y Armando Alejandro Estrada acudieron a ayudar a los McMahons (excepto Umaga y Armando todos atacaron antes del combate, mientras que Umaga atacó durante el combate cuando Armando distrajo al referí ).
  - Kane acudió a ayudar a DX (la razón de esto fue que antes del combate DX le dijeron a Kane que Vince dijo que Umaga era el verdadero monstruo de RAW. Además, en vez de atacar a los McMahons atacó a Umaga).
  - Durante la lucha Vince atacó al árbitro.
- Edge (con Lita) derrotó a John Cena reteniendo el Campeonato de la WWE (15:41)
  - Edge cubrió a Cena después de pegarle en la nuca con una manopla mientras el árbitro estaba de espaldas.
  - Durante la lucha, Lita intervino a favor de Edge.
  - Si Edge perdía por descalificación, perdería el título.

## Otros roles
| Comentaristas de Raw - Jim Ross - Jerry "The King" Lawler Comentaristas de SmackDown! - Michael Cole - John "Bradshaw" Layfield Comentaristas de ECW - Joey Styles - Tazz Comentaristas Hispanos - Carlos Cabrera - Hugo Savinovich Anunciadores del Ring - Lilian García - RAW - Tony Chimel - SmackDown! - Justin Roberts - ECW Árbitros de Raw - Mike Chioda - Jack Doan - Chad Patton - Marty Elias | Árbitros de SmackDown! - Nick Patrick - Charles Robinson Árbitro de ECW - Mickie Henson Otros - Ashley Massaro - Trish Stratus - Candice Michelle - Torrie Wilson - Jillian Hall - Maria Kanellis - Kelly Kelly - Layla El |  |